# گربه‌ماهی کرالا
گربه‌ماهی کرالا (نام علمی: Kryptoglanis shajii) نام یک گونه از راسته گربه‌ماهی‌سانان است.